# Odlikovanja NDH
Ulaskom postrojbi sila Osovine u Jugoslaviju nakon bombardiranja Beograda 6. travnja 1941., srušena je Kraljevina Jugoslavija. Ubrzo nakon toga (10. travnja 1941.) uspostavljena je Nezavisna Država Hrvatska s Antom Pavelićem na čelu. U Nezavisnoj Državi Hrvatskoj osnovano je nekoliko odlikovanja:
- Red krune kralja Zvonimira (17. svibnja 1941.)
- Kolajna krune kralja Zvonimira (27. prosinca 1941.)
- Vojnički red željeznog trolista (27. prosinca 1941.)
- Kolajna poglavnika Ante Pavelića za hrabrost (27. prosinca 1941.)
- Spomenznak na uspostavu Nezavisne Države Hrvatske (18. ožujka 1942.)
- Red za zasluge (19. prosinca 1942.)
- Ranjenička kolajna (8. travnja 1943.)
- Spomenznak 5. prosinca 1918. (30. studenoga 1943.)
- Ratni spomenznak (29. prosinca 1943.)
- Ustaški častni znak (3. travnja 1944.)

U redosljedu hrvatskih odlikovanja uvrštena je 10. travnja 1945., i Velebitska kolajna za hrabrost (srebrna i brončana). Ona je osnovana još 1. siječnja 1932., izrađena u Italiji i podijeljena sudionicima diverzije u ličkom selu Brušanima (7. rujna 1932.), koju je organizirao Ustaški pokret u emigraciji.
Okružnicom od 10. listopada 1943. uvedene su male oznake za hrvatska odlikovanja. One su namijenjene vojnim osobama, za nošenje na vojnim odorama.
Odlikovanja NDH izrađivana su od 1942. u zagrebačkoj kovnici "Braća Knaus" (bivši "Griesbach & Knaus"), te u radionici Teodora Krivaka u Varaždinu (bivši "Sorlini"). Red krune kralja Zvonimira izrađen je prema nacrtu zrakoplovnoga pukovnika Jakoba Machieda. Kolajnu krune kralja Zvonimira i Kolajnu poglavnika Ante Pavelića za hrabrost izradio je naš proslavljeni kipar i medaljer Ivo Kerdić. Odlikovanja NDH vrlo su lijepo oblikovana i izvrsne izradbe. Red krune kralja Zvonimira i Vojnički red željeznog trolista imaju oblik trolisnoga križa, koji je postao tako poznatim, da se u svjetskoj stručnoj literaturi naziva 'hrvatskim križem'. Pukovnik Machiedo je izvrsno uklopio likovne sadržaje iz najstarije hrvatske kulturne baštine (tropleti ornament) u obličje ordenskoga znaka. No, kako se ustaška vlast kompromitirala u teoriji i praksi, a osobito savezništvom s Velikim Njemačkim Reichom koji je u kasno proljeće 1945. izgubio rat, odlikovanja NDH su do nedavno proskibirana i zatajivana.